# Bobbi Salvör Menuez

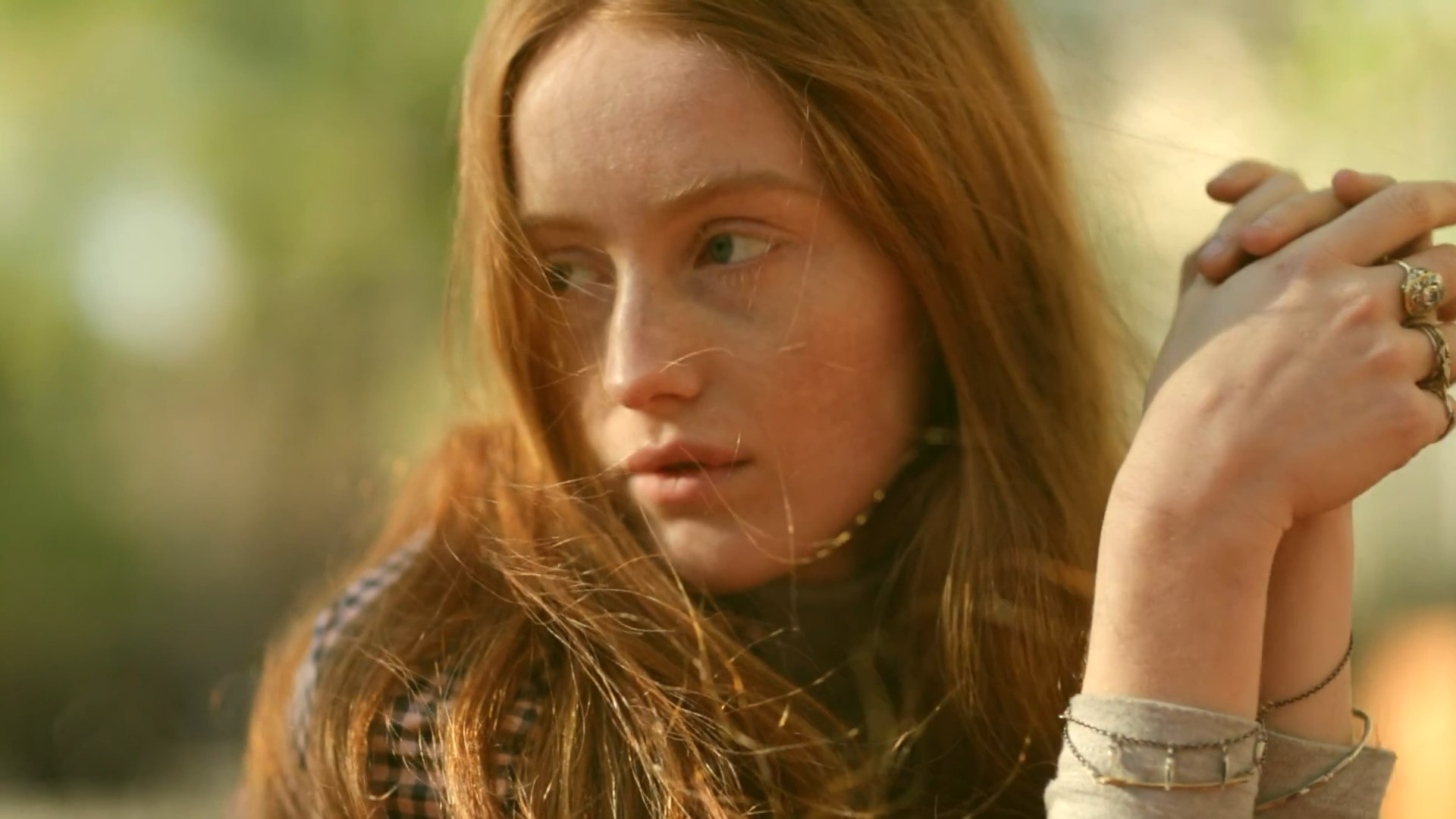
Bobbi Salvör Menuez, 2016

Bobbi Salvör Menuez (* 8. Mai 1993 in Brooklyn, New York als India Salvör Menuez) ist eine US-amerikanische Künstlerin, Kuratorin und Schauspielerin.

## Leben und Werk
Menuez wurde in New York geboren, ist dort aufgewachsen und wurde als Gründerin des Luck You Kollektivs bekannt. Ihre Kunstwerke reichen von Zeichnungen über Skulpturen bis hin zu Performances, meistens hergestellt in Zusammenarbeit mit dem Kollektiv. Ihre Zeichnung zeigen Umrisse von Tieren oder Figuren, die an Zeichnungen von Picasso erinnern. Ihre Performances drehen sich oft um den weiblichen Körper in Bewegung und die Darstellung in den Medien. Im Museum of Modern Art kuratierte sie einen Performance-Kunst-Marathon namens Booklub 10 im Rahmen von The Newsstand, einer Installation in der Ausstellung Ocean of Images.
Im Januar 2019 veröffentlichte Menuez in den sozialen Medien, bisher als India Salvör Menuez bekannt, den neuen Namen. In einem Interview mit Vanity Fair erklärte Menuez, dahingehend befragt, wie es zu Bobbi kam, dass sie ohne jegliche Sorgfalt an die Namenswahl heranging, und dass sich der Name gut und immer besser anfühlte. Als sie begann, den Namen Bobbi in ihr Leben zu integrieren, habe sie festgestellt, dass dies in ihrem Leben ein wichtiger Aspekt gewesen sei, um in die eigene Verkörperung als trans-nicht-binäre Person hineinzufinden.

## Filmografie (Auswahl)
- 2009: Runaround: Jean-Marie
- 2010: Crocker: Libby
- 2012: Après mai: Leslie
- 2014: Uncertain Terms: Nina
- 2014: Mall: Adelle
- 2014: Lonely Hearts Club: India
- 2014: Lollipop: India
- 2015: Girls: India Menuez
- 2015: I Remember Nothing: Joan
- 2015: The Breakup Girl: Kendra Baker
- 2015: Transparent: Bella
- 2015: Self Aware: India Menuez
- 2015: Family Tree (court métrage): India Menuez
- 2016: White Girl: Katie
- 2016: My First Kiss and the People Involved: Sam
- 2016: Nocturnal Animals: Samantha Morrow
- 2016: Eugenia and John: Ana
- 2016: The San San Trilogy
- 2017: Landline: Sophie
- 2016–2017: I Love Dick: Toby
- 2017: The Cost of Change: India Menuez
- 2017: Cheer Up Baby: Anna
- 2018: Caprice: India
- 2018: Under the Silver Lake: Shooting Star
- 2014: Visions: Cloudling Cypher 1
- 2016: Technology: She
- 2018: Diamond Soles: Mary Ellen
- 2018: Adam: Gillian
- 2018: Grind Reset Shine: India
- 2019: Euphoria (Fernsehserie, Folge 1x07: TC)
- 2019: Diamond Soles: Mary Ellen
- 2020: Under My Skin: Denny 4
- 2023: My Animal: Heather
- 2023: Summer Solstice: Leo